# Андре Драмонд
Андре Џамал Драмонд (енгл. Andre Jamal Drummond; Маунт Вернон, Њујорк, 10. септембар 1993) амерички је кошаркаш. Игра на позицији центра, а тренутно наступа за Филаделфија севентисиксерсе.

## Успеси

### Репрезентативни
- Светско првенство: 
  -  2014.
- Светско првенство до 17 година: 
  -  2010.

### Појединачни
- НБА ол-стар утакмица (2): 2016, 2018.
- Идеални тим НБА — трећа постава (1): 2015/16.
- Идеални тим новајлија НБА — друга постава: 2012/13.
- Најкориснији играч НБА утакмице звезда у успону: 2014.